# Kongres starokatolików w Kolonii
Kongres starokatolików w Kolonii – odbyte w dniach 20–22 września 1872 roku, drugie generalne i formalne spotkanie przedstawicieli ruchów starokatolickich, mające ugruntować proces powstawania niezależnych krajowych kościołów katolickich - szczególnie Kościoła Starokatolickiego w Niemczech.
Na Kongres w Kolonii, który ze względu na swój skład i podjęte decyzje wywarł trwały wpływ na kościelną opinię publiczną, przybyło 350 delegatów z około 100 miejscowości w Niemczech. Na ich czele znaleźli się wszyscy przywódcy ruchu starokatolickiego, zarówno z Niemiec, jak i z Francji oraz Szwajcarii (min. Eduard Herzog). Kongresowi który był podobnie zorganizowany jak Kongres katolików w Monachium (1871), przewodniczył Fryderyk von Schulte.
Na tym Kongresie wyraźnie ujawniła się wola utworzenia własnego Kościoła. Znalazło to swój wyraz już w tym, że w świadomym przeciwieństwie do "nowokatolików", którzy przyjęli dekrety watykańskie, określono się jako "starokatolicy". Przyjęto prowizoryczny "Projekt organizacji uregulowanego duszpasterstwa", który zakładał zniesienie pobieranie opłat kościelnych i stypendiów mszalnych, likwidacja przerostu odpustów, odejście od przesadnego kultu świętych oraz używania szkaplerzy, czy święcenia medalików. Uwieńczeniem projektu był ustanowienie komisji, która miała przygotować wybór biskupa (dla narodowego kościoła niemieckiego) i opracować odpowiednią ordynację wyborczą. Inna komisja miała zająć się opracowywaniem statutu organizacyjnego parafii, a jeszcze inna zajęła się określaniem praw starokatolików wobec prawa. 
Przygotowanie wyboru biskupa wziął w swoje ręce prof. Fryderyk von Schulte i w dniu 4 czerwca 1873 roku zorganizował on synod powszechny, który większością głosów wybrał na biskupa starokatolickiego Niemiec Huberta Reinkensa z Wrocławia. 
Podjęte decyzje ukazują jednoznacznie, jak bardzo starokatoliccy teologowie i kanoniści troszczyli się o to, by - przez możliwie najdokładniejsze przestrzeganie obowiązujących ustaleń kościelno-prawnych - utrzymać ciągłość ze starym, przedwatykańskim Kościołem, a na tej podstawie uzyskać wspólnotę z biskupimi Kościołami Wschodu i Zachodu. 